# Denis de Saint-François
Denis de Saint-François est un carme déchaux, belge de la première moitié du XVIIe siècle, traducteur en latin d'hagiographies carmélitaines. 

## Postérité
Concernant la biographie de Denis de Saint-François, aucune information n'a été conservée, si ce n'est que ce carme déchaussé a publié, en 1628, à Cologne, une vie en latin du vénérable François de l'Enfant-Jésus. Cette traduction d'une œuvre du carme espagnol Joseph de Jésus-Marie, précède d'une vingtaine d'années celle réalisée en français par Cyprien de la Nativité de la Vierge. On ignore si Denis s'est trouvé en contact avec Jean-Baptiste Wils, confesseur et promoteur de la cause de la Bienheureuse Anne de Saint-Barthélemy, mais on sait qu'il a traduit en latin une biographie de celle-ci, écrite en espagnol par Chrysostome Henriquez, ainsi qu'une série d'opuscules de la célèbre compagne de sainte Thérèse, à partir d'une édition française du carme Thomas d'Aquin de Saint-Joseph. Du français vers le latin, Denis a également publié une vie de la bienheureuse Françoise d'Amboise (fondatrice des carmélites chaussées en France), et de l'italien au latin, une vie du bienheureux Franco Lippi, carme siennois.

### Œuvres
- Historia vitae, virtutum ac miraculorum venerabilis Fratris Francisci a puero Jesu, carmelitae discalceati, Cologne, Bernard Walter, 1628.
- Vita venerabilis matris Annae a S. Bartholomaeo, s. l., s. d.
- Opuscula venerabilis Matris Annae a S. Bartholomaeo, s. l., s. d.
- Vita beati Franci, Senensis Carmelitae, s. l., s. d.
- Vita beatae Franciscae de Ambasia, ducissae Armoricae, etc., carmelitanae, s. l., s. d.

### Études
- E. H. J. Reusens, « Denis de Saint-François », Académie Royale de Belgique, Biographie Nationale, t. V,‎ 1876, p. 595.
- Eug. De Seyn, « Denis de Saint-François », Dictionnaire biographique des Sciences, des Lettres et des Arts en Belgique, Bruxelles, Editions l'Avenir, t. I,‎ 1936, p. 319, col. 1.